# (3344) Modena
(3344) Modena es un asteroide perteneciente al cinturón de asteroides, descubierto el 15 de mayo de 1982 por el equipo del Observatorio Astronómico de San Vittore desde el Observatorio Astronómico de San Vittore, Bolonia, Italia.

## Designación y nombre
Designado provisionalmente como 1982 JA. Fue nombrado Modena en homenaje a Módena ciudad italiana.